# Micranoplium unicolor
Micranoplium unicolor là một loài bọ cánh cứng trong họ Cerambycidae.